# Tubigerina rugosa
Tubigerina rugosa är en mossdjursart som beskrevs av Ferdinand Canu och Ray Smith Bassler 1929. Tubigerina rugosa ingår i släktet Tubigerina och familjen Plagioeciidae. Inga underarter finns listade i Catalogue of Life.